# فرخانيات الشكل
{
فرخانيات الشكل هي رتبة صغيرة من التي تنتمي إلى تصنيف شعاعيات الزعانف، وتضم أسماك فرخ السلمون وحلفاءها. وتحتوي على تسعة أنواع فقط، مقسمة إلى ثلاث فصائل. وهي عادةً ما تكون أسماك صغيرة، يتراوح طولها من 5 سنتيمتر (2.0 إنش) إلى 20 سنتيمتر (7.9 إنش) للجسم البالغ منها. وتعيش في مواطن المياه العذبة في قارة أمريكا الشمالية. ويتم جمعها معًا بسبب الخصائص الفنية لتشريحها الداخلي، وقد تبدو الأنواع المختلفة منها مختلفة تمامًا في الشكل الخارجي.